# Барбаши (Волгоградская область)
Барбаши — хутор в Светлоярском районе Волгоградской области, в составе Светлоярского городского поселения. Близ хутора расположен Гавриило-Архангельский мужской монастырь (с 2005 года)

## География
Хутор расположен в пределах Волго-Ахтубинской поймы, являющейся частью Прикаспийской низменности на берегу безымянного озера примерно в 1,2 км от левого берега Волги. В окрестностях — пойменные леса. Хутор расположен на высоте около 5 метров ниже уровня моря.
В системе расселения Светлоярского района хутор занимает изолированное положение. Автомобильное сообщение с районным центром возможно только через территорию Среднеахтубинского района и города Волгоград. Расстояние до центра Волгограда составляет 44 км.  Ближайший населённый пункт хутор Кривуша Среднеахтубинского района расположен в 7 км к северо-западу от хутора Барбаши.

## Население
Динамика численности населения по годам:
| 1987 | 2010 |
| ---- | ---- |
| ≈40  | 33   |